# 长乐中路街道
长乐中路街道，是中华人民共和国陕西省西安市新城区下辖的一个乡镇级行政单位。

## 行政区划
长乐中路街道下辖以下地区：
幸福社区、金康社区、康乐社区、向阳社区、万年社区、黄河社区、华山社区、西光社区、昆仑社区、韩北社区和东尚社区。